# Ghost of a Dog
Ghost of a Dog è il secondo album in studio del gruppo alternative rock statunitense Edie Brickell & New Bohemians, pubblicato nel 1990.

## Tracce
1. Mama Help Me (Edie Brickell, Kenny Withrow, John Bush) – 4:02
2. Black and Blue (Brickell) – 3:55
3. Carmelito (Brickell, Withrow, Wes Burt-Martin, Brad Houser, Matt Chamberlain, Bush) – 4:12
4. He Said (Brickell) – 5:24
5. Times Like This (Brickell, Withrow) – 2:56
6. 10,000 Angels (Brickell, Withrow, Bush) – 6:06
7. Ghost of a Dog (Brickell, Withrow) – 1:34
8. Strings of Love (Brickell, Withrow) – 4:13
9. Woyaho (Brickell, Withrow) – 2:34
10. Oak Cliff Bra (Brickell) – 1:28
11. Stwisted (Brickell) – 5:09
12. This Eye (Brickell) – 3:18
13. Forgiven (Brickell, Withrow, Burt-Martin, Houser, Chamberlain, Bush) – 5:35
14. Me By the Sea (Brickell) – 3:03

## Formazione

### Gruppo
- Edie Brickell - chitarre, voce
- Kenny Withrow - chitarre, dobro, slide guitar, cori
- Wes Burt-Martin - chitarre, cori
- Brad Houser - basso
- Matt Chamberlain - batteria
- John Bush - percussioni

### Altri musicisti
- Tony Berg - chitarra, tastiera
- Larry Corbett - violoncello
- Paul Fox - tastiere
- John Lydon - cori
- David Mansfield - chitarre
- Novi Novog - viola
- Sid Page - violino
- Jo-El Sonnier - fisarmonica
- Daniel Timms - pianoforte
- Paul "Wix" Wickens - tastiere